# ArenaBowl VII
Match précédent Match suivant
L'ArenaBowl VII (ou ArenaBowl '93) est le septième Arena Bowl de la Arena Football League. Le jeu présente le numéro 3 de la saison, Storm deTampa Bay de la conférence nationale, qui termine la saison avec un bilan de 9-3, contre le numéro 1, Drive de Detroit de la conférence américaine, qui remet un bilan de 11-1.
Le match se déroule le 21 août 1993 à la Joe Louis Arena à Détroit dans le Michigan devant 12 989 spectateurs. C'est le sixième Arena Bowl d'affilée pour le Drive.
Tampa Bay a vaincu Détroit sur un score de 51–31, remportant leur deuxième ArenaBowl en trois ans.

## Sommaire du match
Au premier quart-temps, le Storm est le premier à frapper avec le kicker Arden Czyzewski qui inscrit un field goal de 24 yards, tandis que le quarterback Jay Gruden complète une passe de touchdown de 15 yards à Stevie Thomas.
Au deuxième quart-temps, Detroit marque grâce au kicker John Langeloh, un field goal de 21 yards. Le Storm répond avec Czyzewski qui marque à la suite d'un tir de 47 yards et Keith Browner récupère un fumble de Détroit dans leur zone de buts pour un touchdown. Détroit répond avec le quarterback Gilbert Renfoe complétant une passe de touchdown de 27 yards à George LaFrance, mais Tampa Bay réplique avec Gruden qui lance une passe de touchdown de 18 yards à Amod Field. Un autre touchdown pour le Drive, Renfoe complète une passe de deux yards à James Goode, tandis que le Storm termine la mi-temps avec Czyzewski inscrivant un but de 26 yards.
Au troisième quart-temps, Bobby Byrd, le quarterback réserve, obtient un touchdown alors qu'il complète une passe de neuf yards pour Browner, tandis que Detroit répond avec Renfoe qui effectue une passe de 34 yards à Grantis Bell.
Au quatrième quart, le Storm continue de prendre l'avantage avec Gruden qui réussit une passe de touchdown de sept yards à Eddie Brown. Il ne reste plus que l'espoir du retour de Détroit, Tony Burse obtient un touchdown d'un yard. Tampa Bay termine le match avec Les Barley obtenant un touchdown de quatre yards.
Grâce à cette victoire, Tampa Bay remporte son second ArenaBowl en trois ans.

## Évolution du score
| Temps           | Description des actions                                                         | Score DE-TB | Score DE-TB |
| --------------- | ------------------------------------------------------------------------------- | ----------- | ----------- |
| 1er Quart-temps |                                                                                 |             |             |
| 06:35           | FG de 24 yards par Czyzewski                                                    |             | 03-0        |
| 04:04           | TD de 15 yards par Thomas à la suite d'une passe de Gruden (PAT de Czyzewski)   |             | 10-0        |
| 2e Quart-temps  |                                                                                 |             |             |
| 14:14           | FG de 21 yards par Langeloh                                                     |             | 10-03       |
| 11:05           | FG de 47 yards par Czyzewski                                                    |             | 13-03       |
| 09:11           | Retour de fumble de Browner (PAT de Czyzewski)                                  |             | 20-03       |
| 07:22           | TD de 27 yards par LaFrance à la suite d'une passe de Renfroe (PAT de Langeloh) |             | 20-10       |
| 02:22           | TD de 18 yards par Field à la suite d'une passe de Gruden (PAT de Czyzewski)    |             | 27-10       |
| 00:57           | TD de 2 yards par Goode à la suite d'une passe de Renfroe (PAT de Joueur)       |             | 27-17       |
| 00:04           | FG de 26 yards par Czyzewski                                                    |             | 30-17       |
| 3e Quart-temps  |                                                                                 |             |             |
| 06:05           | TD de 9 yards par Browner à la suite d'une passe de Byrd (PAT de Czyzewski)     |             | 37-17       |
| 04:35           | TD de 34 yards par Bell à la suite d'une passe de Renfroe (PAT de Joueur)       |             | 37-24       |
| 4e Quart-temps  |                                                                                 |             |             |
| 13:31           | TD de 7 yards par Brown à la suite d'une passe de Gruden (PAT de Czyzewski)     |             | 44-24       |
| 09:36           | TD de 1 yard à la course par Burse (PAT de Langeloh)                            |             | 44-31       |
| 03:48           | TD de 4 yards à la course par Barley (PAT de Czyzewski)                         |             | 55-31       |

## Les équipes en présence
| Joueur           | Position  |
| ---------------- | --------- |
| Les Barley       | FB/LB     |
| Andre Bowden     | FB/LB, LB |
| Eddie Brown      | WR/LB     |
| Keith Browner    | LB        |
| Bobby Byrd       | WR/LB     |
| Tony Chickillo   | NT-DE-G   |
| Rawland Crawford | WR/DB     |
| Arden Czyzewski  | K         |
| Dennis Dahlke    | OL, OL/DL |
| Corey Dowden     | DB        |
| Amod Field       | WR        |
| Maxie Graham     | OL/DL     |
| Jay Gruden       | QB        |
| Anthony Howard   | WR/LB     |
| Ralph Jarvis     | DE        |
| Lee Johnson      | DT, OL/DL |
| Sean Jordan      | WR, WR/DB |
| Terry Jordan     | QB        |
| Terry Karg       | QB        |
| Darrin Kenney    | OL/DL     |
| Joe March        | OL/DL, DE |
| Jeff Mayes       | WR/LB     |
| Tracey Perkins   | DS, DB    |
| David Smith      | FB/LB, RB |
| Pat Sperduto     | OL/DL     |
| Carl Thomas      | OL/DL     |
| Stevie Thomas    | WR/LB     |
| Carl Watts       | OL/DL     |
| Darren Willis    | WR/DB, DB |
| Deatrich Wise    | DT, OL/DL |
| Jerry Woods      | DB        |

| Joueur            | Position  |
| ----------------- | --------- |
| Ron Adams         | QB        |
| Grantis Bell      | WR/DB, WR |
| Winfred Bryant    | DE, OL/DL |
| Tony Burse        | RB        |
| Michael Clark     | WR/DB, DB |
| John Corker       | LB        |
| Ziam Cunmulaj     | OL/DL     |
| Cecil Doggette    | DS, DB    |
| Flint Fleming     | OL/DL, DE |
| James Goode       | OL/DL     |
| Erwin Grabisna    | LB, OL/DL |
| Kenneth Harper    | WR/DB     |
| Billy Harris      | OL/DL     |
| Jai Hill          | WR/LB     |
| George LaFrance   | OS        |
| John Langeloh     | K         |
| Andre Langley     | WR/DB     |
| Danny Lockett     | LB        |
| Jody Marshall     | WR/DB     |
| Rod McSwain       | DB        |
| Gilbert Renfroe   | QB        |
| Alvin Rettig      | FB/LB     |
| Jon Roehlk        | G         |
| Chris Roscoe      | WR/LB, WR |
| Broderick Sargent | RB        |
| Elliott Searcy    | WR/DB, WR |
| John Vitale       | OL/DL, C  |
| Wayne Williams    | WR/DB     |
| Willie Wyatt      | NT        |

## Statistiques par équipe
| Données                    | Tampa Bay | Detroit |
| -------------------------- | --------- | ------- |
| 1er Downs                  | 23        | 17      |
| Yards à la course          | 116       | 23      |
| Yards à la passe           | 213       | 204     |
| Fumbles/Perdus             | 0/0       | 1/1     |
| Yards sur retour de fumble | 0         | 0       |
| Pénalités/Yards            | 12/77     | 11/50   |
| Temps de possession        | 34:12     | 22:48   |
| Conversion de 3e Down      | 4/9       | 1/5     |
| Conversion de 4e Down      | 1/1       | 1/2     |